# Corte suprema di giustizia della Repubblica Dominicana
La Corte suprema di giustizia (in spagnolo Suprema Corte de Justicia de la República Dominicana) è il più alto organo giurisdizionale della Repubblica Dominicana. La Corte suprema è composta da 16 giudici nominati dal Consiglio nazionale della magistratura previo esame da parte di quest'ultimo della loro preparazione professionale. La Corte è diretta da un presidente e da due presidenti supplenti.

## Competenze

### Primo grado
La Corte esamina in primo grado ricorsi in materia penale contro il presidente e il vicepresidente della Repubblica, i senatori, i deputati, i ministri e i sottosegretari di Stato, i giudici della Corte suprema, il procuratore generale della Repubblica, i giudici e i pubblici ministeri di corte d'appello, i giudici del il tribunale superiore fondiario e gli avvocati presso il medesimo, i membri del corpo diplomatico, i membri della Corte dei conti, del Consiglio elettorale centrale e del Consiglio monetario.

### Appello
In appello la Corte giudica sulle sentenze rese in primo grado dalle Corti d'appello.

### Cassazione
La Corte suprema opera anche come Corte di cassazione ripartendo le competenze in tre sezioni:
- la prima sezione in materia civile e commerciale;
- la seconda in materia penale;
- la terza in materia di contenzioso agrario, del lavoro, amministrativo e fiscale.

Ciascuna sezione è composta da cinque giudici e da un presidente.

## Composizione
| Ordine     | Nome                                          | Nominato da                            | Dal              | Università |
| ---------- | --------------------------------------------- | -------------------------------------- | ---------------- | ---------- |
| Presidente | Luis Henry Molina Peña                        | Consiglio nazionale della magistratura | 5 aprile 2019    | UASD       |
| Giudice    | Nancy Idelsa Salcedo de De Moya               | Consiglio nazionale della magistratura | 5 aprile 2019    | PUCMM      |
| Giudice    | Samuel Amaury Arias Arzeno                    | Consiglio nazionale della magistratura | 5 aprile 2019    | UNPHU      |
| Giudice    | Vanessa Elizabeth Acosta Peralta              | Consiglio nazionale della magistratura | 5 aprile 2019    | UNPHU      |
| Giudice    | Anselmo Alejandro Bello Ferreras              | Consiglio nazionale della magistratura | 5 aprile 2019    | UASD       |
| Giudice    | Francisco Antonio Jerez Mena                  | Consiglio nazionale della magistratura | 5 aprile 2019    | UCE        |
| Giudice    | Napoleón Ricardo Estévez Lavandier            | Consiglio nazionale della magistratura | 5 aprile 2019    | UASD       |
| Giudice    | María Gerinelda de los Reyes Garabito Ramírez | Consiglio nazionale della magistratura | 5 aprile 2019    | UCE        |
| Giudice    | Justiniano Montero Montero                    | Consiglio nazionale della magistratura | 5 aprile 2019    | UASD       |
| Giudice    | Rafael Vásquez Goico                          | Consiglio nazionale della magistratura | 5 aprile 2019    | UNIREMHOS  |
| Giudice    | Moisés Alfredo Ferrer Landrón                 | Consiglio nazionale della magistratura | 21 luglio 2017   | UASD       |
| Giudice    | Blas Rafael Fernández Gómez                   | Consiglio nazionale della magistratura | 21 luglio 2017   | PUCMM      |
| Giudice    | Pilar Jiménez Ortiz                           | Consiglio nazionale della magistratura | 21 luglio 2017   | UASD       |
| Giudice    | Manuel Alexis Read Ortiz                      | Consiglio nazionale della magistratura | 21 luglio 2017   | UASD       |
| Giudice    | Francisco Antonio Ortega Polanco              | Consiglio nazionale della magistratura | 3 agosto 2012    | UNPHU      |
| Giudice    | Manuel Ramón Herrera Carbuccia                | Consiglio nazionale della magistratura | 22 dicembre 2011 | PUCMM      |
| Giudice    | Fran Euclides Soto Sánchez                    | Consiglio nazionale della magistratura | 22 dicembre 2011 | UASD       |

## Riferimenti normativi
- Costituzione della Repubblica Dominicana dall'articolo 149 al 156.
- Legge 25–91, Legge organica della Corte suprema di giustizia
- Legge 156–97 che modifica la Legge organica della Corte suprema